# Даркстеп
Дарксте́п (англ. darkstep) — поджанр драм-н-бейса.
Жёсткие ударные звуки и «тёмные», тяжёлые мистические мелодии — именно так можно описать даркстеп. Насыщенность драм-секций при этом не очень велика, а ритм обычно ломанный и не всегда приятный на слух. Грубая жёсткая басовая линия и эмбиентные шумы обычно удачно дополняют мрачную музыкальную картину.
Кроме того, в отличие от множества других «дарковых» стилей музыки, даркстеп-музыканты не признают правил о том, насколько мрачную атмосферу должна создавать эта музыка, и потому зачастую она насыщенна элементами, создающими такую атмосферу в максимально возможной степени.
Вообще, по мнению многих влиятельных музыкантов драм-н-бейс сцены, деление на стили в этой музыке не всегда возможно и разумно, так как грань между ними крайне тонка, и зачастую трек очень сложно отнести однозначно к тому или иному направлению. Хотя, к примеру, от классического драм-н-бейса даркстеп легко отличить благодаря активному использованию в этом стиле различных «пугающих» элементов: потусторонние голоса, шёпоты и партии струнных, которые можно услышать в саундтреках к фильмам ужасов или мистике и ритму.
Распространение получил в конце 1990-х годов в Европе и США.